# 국적법
국적법(國籍法, 영어: nationality law)은 특정국가의 국적을 취득 또는 상실하는 요건을 정한 법률이다.

## 대한민국의 판례
- 1945.8.15. 이전에 조선인을 부친으로 하여 출생한 자는 남조선과도정부법률 제11호 국적에관한임시조례에 의하여 조선의 국적을 가졌다가 1948.7.17. 제헌헌법의 공포와 동시에 대한민국 국적을 취득한 것이므로, 도중에 중국주재 북한대사관으로부터 해외공민증을 발급받은 적이 있다 하더라도 대한민국의 국적을 유지함에 아무런 영향이 없다.[1]

### 부계혈통주의에 의한 국적취득 사건
- 국적법은 헌법의 위임에 따라 제정되나, 그 내용은 국가의 구성요소인 국민의 범위를 구체화하는 헌법사항을 규율한다[2].

## 같이 보기
- 대한민국 국적법
- 독일 국적법